# Horornis flavolivaceus
El cetia verdiamarillo (Horornis flavolivaceus) es una especie de ave paseriforme de la familia Cettiidae propia de Asia.

## Distribución
Se encuentra en el Himalaya y las montañas que circundan la meseta tibetana por el este, distribuido por Bután, Nepal, noreste de la India, centro y sur de China, y extremo norte de Birmania y Vietnam.